# Ioan Cherteș
Ioan Cherteș (n. 10 septembrie 1911, Sărățel, Bistrița-Năsăud – d. 31 ianuarie 1992, Cluj) a fost un episcop greco-catolic român, formal episcop auxiliar la conducerea  Eparhiei de Cluj-Gherla, după hirotonirea sa episcopală din Crăciunul anului 1949. După eliberarea deținuților politici din 1964 episcopul greco-catolic titular de Cluj-Gherla, Iuliu Hossu, a trăit cu domiciliu obligatoriu la Mănăstirea Căldărușani, iar episcopul Ioan Cherteș la Sărățel, iar apoi la Năsăud, sub supravegherea strictă a Securității.

## Biografia sa până în anul 1948
Ioan Cherteș s-a născut la data de 10 septembrie 1911, în comuna Sărățel, aflată pe atunci în comitatul Bistrița-Năsăud, din părinții Ioan, învățător și Maria, născută Rusu, casnică. Tatăl său a murit în primul război mondial, lăsând doi copii orfani, Ioan și Ana. Școala primară a urmat-o la Sărățel, iar studiile secundare la Liceul Grăniceresc din Năsăud, clasa I și la Liceul „Petru Maior” din Gherla, cl. II-VII. În iunie 1929 a promovat cu succes examenul de bacalaureat. 
După absolvirea liceului a rămas un an ca pedagog la Liceul Petru Maior din Gherla și student „la fără frecvență al Facultății de Drept de la Universitatea din Cluj. În anul 1930 a fost primit în clerul tânăr al Diecezei de Gherla, fiind trimis de episcopul Iuliu Hossu la studii la Roma. A urmat Filosofia și Teologia la Colegiul „De Propaganda Fide” din Roma. La 21 decembrie 1935 a fost hirotonit preot prin punerea mâinilor arhiepiscopului Giuseppe Palica, vicarul Romei. 
După terminarea studiilor, promovat doctor în Filosofie și Teologie în anul 1938, revine în țară și se așează la Cluj, unde Episcopia de Gherla își mutase între timp reședința. A fost numit secretar episcopesc, funcție ce o ocupă până în anul 1940. Între anii 1940-1948 a ocupat, concomitent, mai multe funcții. Astfel a fost profesor de teologie la Academia de Teologie Română Unită, la catedrele de Istoria bisericească și Drept bisericesc (1940-1948), director al Internatului de Băieți începând din 1942, devenit în anul 1945 internatul Liceului Român Unit „Inocențiu Micu-Klein”. Pentru un timp a predat disciplina religie la acest liceu. 
În anul 1947 de sărbătoarea Învierii Domnului a fost numit canonic, iar la 10 octombrie 1948 a fost promovat pro-vicar general al Diecezei de Cluj-Gherla. La 28 octombrie 1948 a fost arestat de către Securitate și închis la Mănăstirea Neamț, împreună cu ceilalți arestați provenind din clerul superior al Bisericii Române Unite, canonici, profesori de Teologie, protopopi etc. În februarie 1949 internații de la Mănăstirea Neamț, ca și episcopii de la Dragoslavele, au fost transferați cu toții la Mănăstirea Căldărușani, lângă București, transformată în închisoare, împrejmuită cu sârmă ghimpată și supravegeată cu pază militară.

## Consacrarea ca episcop și detenția
În lagărul de la Căldărușani, păzit de locotenentul major Bădiță, a putut intra călugărul bazilitan Ciubotariu, iar prin el episcopii au putut lua contact cu Nunțiatura Apostolică de la București. La 21 noiembrie 1949 papa Pius al XII-lea l-a numit pe Mons. Dr. Ioan Cherteș ca episcop titular de Cantano și episcop-auxiliar de Cluj-Gherla. Aflat la Mănăstirea Căldărușani, cu ocazia Crăciunului, în noaptea de 24/25 decembrie 1949 canonicul dr. Ioan Cherteș a fost consacrat episcop auxiliar de Cluj-Gherla și episcop titular de Cantano, prin punerea mâinilor episcopului Valeriu Traian Frențiu de Oradea Mare, asistat de episcopii Iuliu Hossu de Cluj-Gherla, Alexandru Rusu de Maramureșului și Ioan Bălan al Episcopiei de Lugoj. Odată cu el a fost consacrat ca episcop și  Tit Liviu Chinezu. 
În mai 1950 întregul grup de internați de la Căldărușani a fost transferat la Penitenciarul Sighet, unde episcopul Ioan Cherteș a rămas până în aprilie 1955, când a fost readus la Securitatea din Cluj, de unde, la 30 iulie 1955, a fost eliberat. 
După această primă eliberare, intervenită la 6 ani de la arestare și detenție în închisoare, fără judecată, s-a așezat în comuna Chiraleș (județul Bistrița-Năsăud), unde locuia sora sa Ana, căsătorită cu profesorul Vasile Țărmure, fost și el până în anul 1948 preot de enorie, reprofilat după ilegalizarea Bisericii. 
La 12 august 1956 a avut loc la Cluj liturghia celebrată de preoții greco-catolici Vasile Chindriș și Izidor Ghiurco în fața Bisericii Piariștilor (Universității), în urma căreia au fost arestați mulți preoți. Între ei și episcopii Alexandru Rusu al Maramureșului, ales mitropolit al Bisericii Române Unite, și Ioan Cherteș, episcop-auxiliar de Cluj-Gherla. Învinuit de instigare publică, Ioan Cherteș, arestat la 15 august 1956 și anchetat cu duritate la Securitatea din Cluj, a fost condamnat de Tribunalul Militar din aceeași localitate prin sentința nr. 1202/1957 la 10 ani temniță. 
După condamnare a fost purtat prin cele mai grele închisori și prin lagărele de muncă forțată. Astfel a fost la penitenciarul din Gherla, 3 ani, apoi în Bărăgan și Deltă: la Stoienești, Salcia, Grind-Periprava, din nou adus la Gherla, apoi la Luciu-Giurgeni, Strâmba, iarăși la Salcia și în sfârșit la Ostrov, de unde, în baza decretului de grațiere nr. 411/1964, la 30 iulie, acel an, a fost eliberat.

## Eliberarea
De data aceasta s-a așezat la Sărățel, satul natal. Însă, mereu urmărit și hărțuit de organele securității și fără serviciu, la 25 octombrie 1965 s-a mutat la Năsăud, unde între timp se mutase și familia surorii sale cu slujba soțului ei, V. Țărmure. Între anii 1965-1972 a funcționat ca angajat la Întreprinderea Raională de Industrie Locală "Ineul", în calitatea de contabil II la materiale. A dus și aici o viață foarte grea, fiind fără întrerupere urmărit atât de securitate cât și de organele de partid. Fără a avea oficial domiciliu obligatoriu, comandantul securității locale i-a pus în vedere să nu părăsească localitatea, iar în cazul că ar trebui să plece undeva, să-l anunțe. 
La 30 iunie 1972 a fost pensionat. Bătrânețele și îndeosebi reminiscențele terorii anchetelor, a muncii forțate, a regimului de exterminare din închisori și gulaguri, a frigului și foamei și a tuturor umilirilor și privațiunilor prin care a trecut și le-a îndurat 14 ani și jumătate, toate acestea i-au zdruncinat sănătatea și l-au determinat să renunțe la o viață activă cu sarcini de mare răspundere, cum e episcopatul, și să-și petreacă ultimii ani ai vieții retras, rămânând în continuare la Năsăud, în familia surorii sale.

## Arhiepiscop „ad-personam”
La 12 martie 1990 papa Ioan Paul al II-lea, reglementând problema ierarhiei Bisericii Catolice din România, atât a celei de rit latin, cât și a celei de rit bizantin (greco-catolic), l-a promovat și distins pe Ioan Cherteș cu titlul de arhiepiscop „ad personam”.

## Sfârșitul vieții
Arhiepiscopul Cherteș a trecut la cele veșnice la 31 ianuarie 1992. Este înmormântat în cimitirul din cartierul clujean Mănăștur.

## Scrieri
- Creșteți și vă înmulțiți, Editura "Sfântul Nichita" din Cluj.